# 北聖安東尼奧
北聖安東尼奧（西班牙語：San Antonio del Norte），是洪都拉斯的城鎮，位於該國西南部，由拉巴斯省負責管轄，始建於1889年，面積77.6平方公里，海拔高度270米，2001年人口2,845，人口密度每平方公里36.66人。
13°54′N 87°41′W / 13.900°N 87.683°W